# 法蘭索瓦·皮納爾
雅各布斯·法蘭索瓦·皮納爾（英語：Jacobus Francois Pienaar，1967年1月2日—），退休的南非橄欖球運動員。自1993年至1996年，在南非國家橄欖球隊（跳羚）擔任側衛，贏得29頂蓋帽。他以帶領南非在1995年世界盃橄欖球賽取得勝利而聞名。1996年離開跳羚隊後，皮納爾將事業放在英國俱樂部薩拉森人。
在2009年電影《打不倒的勇者》中由麥特·戴蒙飾演皮納爾。

## 外部連結
- . scrum.com.   [2007-12-26]. （原始内容存档于2021-07-12）.
- . bbc.co.uk. 2003-09-24  [2007-12-26]. （原始内容存档于2021-12-26）.
- . bbc.co.uk. 2003-10-01  [2007-12-26]. （原始内容存档于2009-11-02）.
- . rugbyhalloffame.com.   [2007-12-29]. （原始内容存档于2012-12-09）.
- . www.genslin.us/bokke.   [2009-07-26]. （原始内容存档于2021-07-12）.